# Merciless
Merciless – szwedzki zespół muzyczny powstały w roku 1986, poruszający się w obrębie takich gatunków muzycznych jak: death metal czy thrash metal. Zespół nagrał swoje pierwsze demo w lipcu 1987 roku. W roku 1988 nagrali swoje drugie demo pt. Realm of the Dark, a dwa lat później w roku 1990 zespół zarejestrował swój pierwszy album studyjny pt. The Awakening wydany przez norweską wytwórnie muzyczną Deathlike Silence Productions o numerze katalogowym Anti-Mosh 001.

## Muzycy

### Obecny skład zespołu
- Erik Wallin – gitara elektryczna
- Roger „Rogga” Pettersson – wokal
- Fredrik Karlén – gitara basowa
- Stefan „Stipen” Carlsson – perkusja

### Byli członkowie
- „Kåle” – wokal (1986-1988)
- Peter Stjärnvind – perkusja (1992-2004)

## Dyskografia
- Behind the Black Door (demo, 1987)
- Realm of the Dark  (demo, 1988)
- The Awakening (1990)
- Merciless / Comecon (Split, 1991)
- The Treasures Within  (1992)
- Promo '93 (demo, 1993)
- Unbound (1994)
- Merciless (2003)
- Live Obsession (DVD, 2004)